# THE SALA
THE SALA（ザ セイラ）は茨城県日立市発のロックバンドである。年間100本以上のライブ活動を行い、若者を中心に人気が高い。

## メンバー
- Emiko - 茨城県水戸市出身　女性。
- Nakamu - 茨城県日立市出身。男性。
- Kouhei - 福島県出身。男性。
- Hiroki - 愛知県出身。男性。

## 来歴
2008年5月、EmikoとNakamuを中心に前身バンドにて活動を開始する。2011年3月に東日本大震災が発生。被災によって活動を休止するもEmiko、Nakamuの2人で東北への支援活動を開始。全国の仲間から届いた支援物資をバンドの機材車で運ぶことを繰り返す。
2011年6月、「THE SALA」にバンド名を変更。
2012年4月、ギターのKouheiとドラムのHirokiが加入し本格的に活動を開始する。9月には宮城県のJACK POT BELLと共に発起人として、茨城県日立市神峰公園野外音楽堂と宮城県榴岡公園野外音楽堂にて、東日本大震災復興祈願野外FES「Place2012」を開催した。2017年以降は「PLACE-supported by Naturally.K-」と名称にマイナーチェンジがありつつも、毎年9月に開催し、2018年には来場者が10,000人を超える。2014年より茨城県日立市河原子北浜スポーツ広場に会場を移動。2018年は、ザ・マスミサイル、BxAxGといった茨城県内外のアーティストや日立市立多賀中学校吹奏楽部など80組がイベントに出演した。
2014年12月、高槻RASPBERRYにて初めてのワンマンをBIGBAND編成「THE SALA ORCHESTRA」を開催。
2015年5月、USAのバンド「Party like its」のジャパンツアーをサポートする。
2016年5月、LIVE HOUSE「PARTY×PARTY」と、アパレルショップ「Rainbow Candy」を日立市の常陸多賀駅に開店。 経営を手掛けながらもツアーバンドを続けていくというスタンスでの活動を軸にする。7月に1st Full Album『PLACE』発売。手売りのみで3,000枚販売プロジェクト開始。売上は全てPLACE2016の開催協賛金にというプロジェクト（2017年3月に3,000枚達成）。
2017年1月、日立市成人式のゲスト出演。約5,000名の前でライブを行う。8月にヨーロピアンカフェ「RUBAN」を「PARTY×PARTY」と同ビルに開店。11月にはUSAツアーを決行する。そこで偶然ライブを観たインディーズレーベル「Gold Lion record」関係者に気に入られると、その場でスポット契約を結びレコーディングまで済ませて帰国する。
2018年1月、196ヵ国世界ツアー決行を発表。期間を定めずバンド人生を掛けての目標とする。

## エピソード
- 全国で年間平均100本のライブを行う、生粋のライブバンドである。
- EmikoとNakamuは、2019年3月11日に発生した東日本大震災に日立市にて被災している。自らに甚大な被害は無かったがNakamuは友人を無くしていることをライブのMCでも話している。
- ライブ中のパフォーマンスはフロアを巻き込むことが多い。その際にはEmikoとNakamuもフロアへ飛び出していく。
- THE SALAとしての最初のライブはEmikoとNakamuの2人であった。歌とエレキギターのみのライブだったが、待っていてくれたお客さんの歓迎を受け、モッシュやダイブが起きた。
- Emikoがメンバーになる以前は、Nakamuが組んでいたバンドのスタッフだった。ボーカルを始めたのは2008年からで、それまでは人前で歌うことですらも嫌がっていた[2]。
- Nakamuはライブ中に高いところに登り、そこから飛び降りることが多々ある。
- KouheiとHirokiは元々はバンド仲間として出会った。
- バンド名の由来は、優しさと誇りで世界を変えるイギリスの文学小説『小公女セイラ』の主人公・セイラとバンドが描くライブの思想が近かったことから[5]。

## メディア
- NHKアーカイブス「東日本大震災アーカイブス」
- フジテレビ系列　ザ・ノンフィクション 酒と涙と女たちの歌 〜塙山キャバレー物語〜 前編[6]

## ディスコグラフィー
- 2013年2月13日　1st mini album「PRAY」
- 2014年7月19日　会場限定single「THE SALA」
- 2015年8月19日　両A面Single「FRIENDS／窓際の夜」
- 2016年1月　　　会場限定mini Album『LIVE LIVE LIVE』
- 2016年7月　　　1st full album「PLACE-私たちの居場所-」
- 2018年5月30日　THE SALA 2nd mini album「MARCH 」
- 2021年12月25日　　　2nd full album「放課後ヒーロー」

## ミュージックビデオ
- Joan of arc
- Vengeance is mine
- Due west(LIVE)
- FRIENDS(LIVE)
- Carnival(LIVE)
- Monster Mosh Circle Dance (LIVE)
- PLACE(LIVE)

## 主なライブ
| 開催日         | 場所                                                          | イベントタイトル                                                                               |
| -------------- | ------------------------------------------------------------- | ---------------------------------------------------------------------------------------------- |
| 2012年9月22日  | 茨城県日立市神峰公園野外音楽堂 宮城県仙台市榴岡公園野外音楽堂 | 東日本大震災復興祈願野外FES『Place2012』                                                       |
| 2013年6月      | [tour final] 栄R.A.D [裏 final] 下北沢CAVE BE                 | 1st mini Album 『pray』 release tour（全34本）                                                 |
| 2013年9月21日  | 茨城県日立市神峰公園野外音楽堂                                | 東日本大震災復興祈願野外FES『Place2013』                                                       |
| 2013年11月     | 渋谷CLUB QUATTRO                                              |                                                                                                |
| 2014年9月20日  | 茨城県日立市河原子北浜スポーツ広場                            | 東日本大震災復興祈願野外FES『Place2014』                                                       |
| 2014年12月     | 高槻RASPBERRY                                                 | ワンマンライブ『THE SALA ORCHESTRA』                                                           |
| 2015年9月22日  | 茨城県日立市河原子北浜スポーツ広場                            | 東日本大震災復興祈願野外FES『Place2015』                                                       |
| 2016年1月      | 渋谷CLUB QUATTRO                                              |                                                                                                |
| 2016年9月18日  | 茨城県日立市河原子北浜スポーツ広場                            | 東日本大震災復興祈願野外FES 『PLACE2016～supported by Naturally.K～』                          |
| 2016年10月     | [tour final] 常陸多賀PARTY×PARTY                              | 『LOVE & ROLL TOUR 2016』（全25本）                                                            |
| 2017年1月      | 茨城県日立市シビックセンター広場                              | 茨城県日立市成人式（ゲスト出演）                                                               |
| 2017年2月      | 茨城県日立市池の川さくらアリーナ                              | さくらアリーナこけら落とし公演                                                                 |
| 2017年9月24日  | 茨城県日立市河原子北浜スポーツ広場                            | 『PLACE2017～supported by Naturally.K～』                                                      |
| 2018年2月26日  | 下北沢CLUB Que                                                | 『Ritterorden of THE SALA』 ～196ヵ国世界ツアー出撃式～                                        |
| 2018年7月25日  | 東京キネマ倶楽部                                              | THE SALA 2nd mini Album 「MARCH」Release Tour Final ONEMAN LIVE -Vocal Emiko 10th Anniversary- |
| 2018年9月23日  | 茨城県日立市河原子北浜スポーツ広場                            | 『PLACE2018～supported by Naturally.K～』                                                      |
| 2018年12月24日 | ホテル テラス ザ スクエア日立news内 ライブラリーカフェ TRAX   |                                                                                                |
| 2019年9月22日  | 茨城県日立市河原子北浜スポーツ広場                            | 『PLACE2019～supported by Naturally.K～』                                                      |